# Guatteria peruviana
Guatteria peruviana R.E.Fr. – gatunek rośliny z rodziny flaszowcowatych (Annonaceae Juss.). Występuje naturalnie w Kolumbii oraz Peru. 

## Morfologia
PokrójZimozielone drzewo dorastające do 4 m wysokości.
LiścieMają kształt od odwrotnie owalnego do eliptycznego. Mierzą 16–19 cm długości oraz 4–5,5 szerokości. Nasada liścia jest klinowa. Wierzchołek jest spiczasty. Ogonek liściowy jest nagi i dorasta do 4–8 mm długości.
KwiatySą pojedyncze. Rozwijają się w kątach pędów. Działki kielicha mają owalny kształt i dorastają do 3 mm długości. Płatki mają odwrotnie owalny kształt. Osiągają do 20–25 mm długości. Kwiaty mają 30 słupków.